# Filiberto II di Savoia
Filiberto II di Savoia detto il Bello (Pont-d'Ain, 10 aprile 1480 – Pont-d'Ain, 10 settembre 1504) fu Duca di Savoia, Principe di Piemonte e Conte d'Aosta, Moriana e Nizza dal 1497 al 1504. Fu anche Re Titolare di Cipro e Gerusalemme.

## Biografia

### Infanzia ed educazione
Filiberto II era il figlio primogenito di Filippo II di Savoia (1443 - 1497) e di Margherita di Borbone (1438 - 1483). Educato sin dalla più tenera età alla corte francese di Carlo VIII, seguì il padre ed il re Carlo nella spedizione napoletana del 1494, tornando poi in Piemonte a causa di un morbo scoppiato nell'esercito in cui militava.
Fu partecipante attivo alle guerre italiane di quel periodo, combattendo insieme al padre contro i genovesi e seguendo l'imperatore Massimiliano I d'Asburgo nella spedizione contro i fiorentini.

### Ascesa

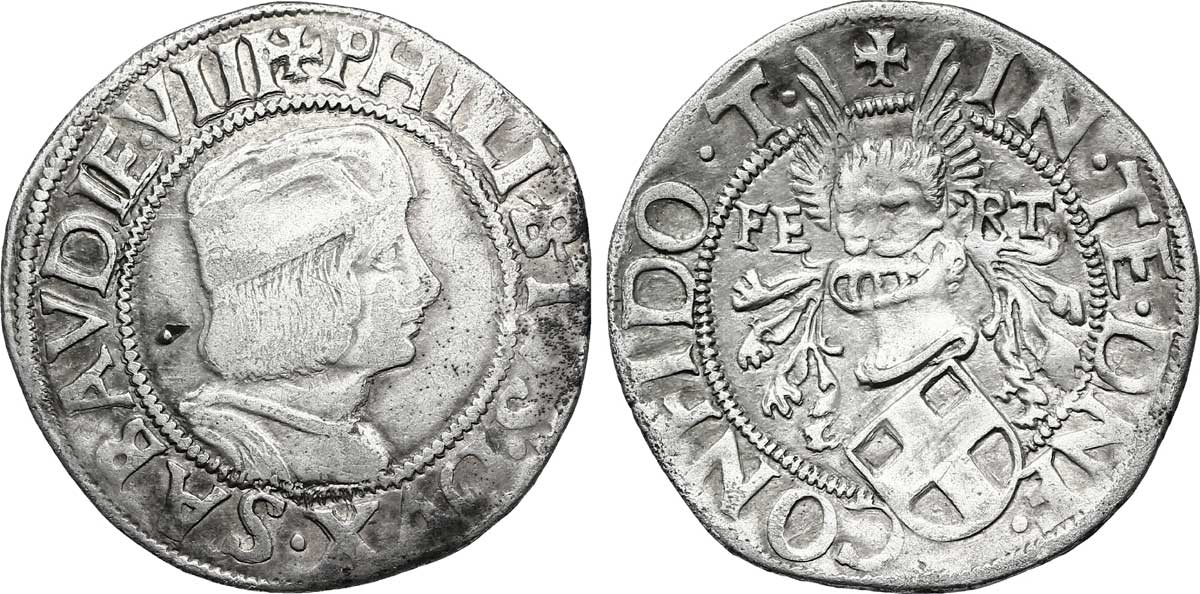
Filiberto II di Savoia, 1500

Ritiratosi nella Bresse dopo che era terminato il suo servizio nell'esercito, vi rimase fino al 1497, quando fu chiamato a succedere al padre Filippo come Duca di Savoia. Nel conflitto per il Ducato di Milano, Filiberto II non prese posizione alcuna, rimanendo neutrale, e venne per questo ricompensato da Luigi XII, che rinunziò all'invasione del Piemonte. 

### Matrimoni
Per equilibrare la controparte imperiale e porre fine ai conflitti, da parte di Massimiliano, il duca ne ricevette in moglie (1501) la figlia Margherita, deceduta nel 1530. In precedenza Filiberto II aveva già sposato la cugina Iolanda di Savoia (morta undicenne nel 1499), figlia del cugino Carlo I di Savoia.
Margherita d'Asburgo (precedentemente promessa a Carlo VIII e vedova dell'Infante Don Juan d'Aragona e Castiglia, figlio dei Re Cattolici) nutriva un profondo odio verso la corte di Parigi. L'esser stata accantonata, poiché il re aveva sposato Anna di Bretagna, aveva prodotto in lei grande risentimento verso i francesi. Margherita cercò di influenzare Filiberto II ad appoggiarsi all'Impero, facendo concedere al padre per il marito nel 1503 la giurisdizione temporale sui vescovati di Lione, Losanna, Ginevra, Aosta, Torino, della Maurienne, della Tarantasia, Vercelli e Mondovì. Margherita spinse inoltre Filiberto II ad entrare nel conflitto per il Regno di Napoli, ma il duca preferì non compromettersi, e rinunziò perfino a pretendere l'omaggio feudale, di suo diritto, da Ludovico II di Saluzzo (alleato dei francesi).
Margherita avrebbe più volte influito sulla politica sabauda. Filiberto II, amante delle cacce, aveva lasciato il governo del Piemonte a suo fratello adulterino, Renato di Savoia, verso il quale Margherita non nutriva molta simpatia. Riuscì a farlo cacciare dalla Savoia e a fargli annullare l'atto di legittimazione riconosciuto da papa Alessandro VI. Renato, fuggito in Francia, assieme a Luisa di Savoia, cercò di vendicarsi degli oltraggi subiti.

### Ultimi tempi e morte
Nel 1504 Filiberto II decise di trasferire la sua corte al di là delle Alpi, nel castello di Pont-d'Ain ove il duca era nato, a causa di un'epidemia di peste che stava attraversando il Piemonte a quell'epoca. Mentre Filiberto si trovava al castello, venne colpito da una febbre virulenta che lo portò alla morte, avvenuta il 10 settembre 1504. Filiberto II scomparve senza eredi diretti e quindi il trono passò al fratellastro Carlo II, figlio di Claudia di Bretagna. Filiberto fu inumato nel Monastero di Notre-Dame di Brou, vicino a Bourg-en-Bresse.

## Ascendenza
|                        |                       |                       | Genitori                        |  |  | Nonni |  |  | Bisnonni          |  |  | Trisnonni            |  |
|                        |                       |                       |                                 |  |  |       |  |  | Antipapa Felice V |  |  | Amedeo VII di Savoia |  |
|                        |                       |                       |                                 |  |  |       |  |  | Antipapa Felice V |  |  | Amedeo VII di Savoia |  |
|                        |                       | Bona di Berry         |                                 |  |  |       |  |  | Antipapa Felice V |  |  |                      |  |
| Ludovico di Savoia     |                       |                       |                                 |  |  |       |  |  | Antipapa Felice V |  |  |                      |  |
|                        |                       | Maria di Borgogna     | Filippo II di Borgogna          |  |  |       |  |  |                   |  |  |                      |  |
|                        |                       | Maria di Borgogna     | Filippo II di Borgogna          |  |  |       |  |  |                   |  |  |                      |  |
|                        |                       | Maria di Borgogna     | Margherita III delle Fiandre    |  |  |       |  |  |                   |  |  |                      |  |
| Filippo II di Savoia   |                       | Maria di Borgogna     |                                 |  |  |       |  |  |                   |  |  |                      |  |
|                        |                       | Giano di Lusignano    | Giacomo I di Cipro              |  |  |       |  |  |                   |  |  |                      |  |
|                        |                       | Giano di Lusignano    | Giacomo I di Cipro              |  |  |       |  |  |                   |  |  |                      |  |
|                        |                       | Giano di Lusignano    | Helvis di Brunswick-Grubenhagen |  |  |       |  |  |                   |  |  |                      |  |
| Anna di Lusignano      |                       | Giano di Lusignano    |                                 |  |  |       |  |  |                   |  |  |                      |  |
|                        |                       | Carlotta di Borbone   | Giovanni I di Borbone-La Marche |  |  |       |  |  |                   |  |  |                      |  |
|                        |                       | Carlotta di Borbone   | Giovanni I di Borbone-La Marche |  |  |       |  |  |                   |  |  |                      |  |
|                        |                       | Carlotta di Borbone   | Caterina di Vendôme             |  |  |       |  |  |                   |  |  |                      |  |
| Filiberto II di Savoia |                       | Carlotta di Borbone   |                                 |  |  |       |  |  |                   |  |  |                      |  |
|                        | Giovanni I di Borbone | Luigi II di Borbone   |                                 |  |  |       |  |  |                   |  |  |                      |  |
|                        | Giovanni I di Borbone | Luigi II di Borbone   |                                 |  |  |       |  |  |                   |  |  |                      |  |
|                        | Giovanni I di Borbone | Anna di Forez         |                                 |  |  |       |  |  |                   |  |  |                      |  |
| Carlo I di Borbone     | Giovanni I di Borbone |                       |                                 |  |  |       |  |  |                   |  |  |                      |  |
|                        |                       | Maria di Berry        | Giovanni di Valois              |  |  |       |  |  |                   |  |  |                      |  |
|                        |                       | Maria di Berry        | Giovanni di Valois              |  |  |       |  |  |                   |  |  |                      |  |
|                        |                       | Maria di Berry        | Jeanne d'Armagnac               |  |  |       |  |  |                   |  |  |                      |  |
| Margherita di Borbone  |                       | Maria di Berry        |                                 |  |  |       |  |  |                   |  |  |                      |  |
|                        |                       | Giovanni di Borgogna  | Filippo II di Borgogna          |  |  |       |  |  |                   |  |  |                      |  |
|                        |                       | Giovanni di Borgogna  | Filippo II di Borgogna          |  |  |       |  |  |                   |  |  |                      |  |
|                        |                       | Giovanni di Borgogna  | Margherita III delle Fiandre    |  |  |       |  |  |                   |  |  |                      |  |
| Agnese di Borgogna     |                       | Giovanni di Borgogna  |                                 |  |  |       |  |  |                   |  |  |                      |  |
|                        |                       | Margherita di Baviera | Alberto I di Baviera            |  |  |       |  |  |                   |  |  |                      |  |
|                        |                       | Margherita di Baviera | Alberto I di Baviera            |  |  |       |  |  |                   |  |  |                      |  |
|                        |                       | Margherita di Baviera | Margherita di Brieg             |  |  |       |  |  |                   |  |  |                      |  |
|                        |                       | Margherita di Baviera |                                 |  |  |       |  |  |                   |  |  |                      |  |